# Condado de Pennington (Minnesota)
El condado de Pennington (en inglés: Pennington County), fundado en 1910 y con nombre en honor al operador ferroviario Edmund Pennington, es un condado del estado estadounidense de Minnesota. En el año 2000 tenía una población de 13.584 habitantes con una densidad de población de 9 personas por km². La sede del condado es Thief River Falls.

## Geografía
Según la oficina del censo el condado tiene una superficie total de 1601 km² (618,1 mi²), de los que 1597 km² (616,6 mi²) son tierra y 5 km² (1,9 mi²) (0,29%) son agua. 

### Condados adyacentes
- Condado de Marshall - norte
- Condado de Beltrami - este
- Condado de Clearwater - sureste
- Condado de Red Lake - sur
- Condado de Polk - oeste

### Principales carreteras y autopistas
- U.S. Autopista 59
- Carretera estatal 1
- Carretera estatal 39
- Carretera estatal 219
- Carretera del condado 3
- Carretera del condado 7
- Carretera del condado 10
- Carretera del condado 16
- Carretera del condado 27
- Carretera del condado 28

## Demografía
Según el censo del 2000 la renta per cápita media de los habitantes del condado era de 34.216 dólares y el ingreso medio de una familia era de 43.936 dólares. En el año 2000 los hombres tenían unos ingresos anuales 30.771 dólares frente a los 21.078 dólares que percibían las mujeres. El ingreso por habitante era de 17.346 dólares y alrededor de un 11,10% de la población estaba bajo el umbral de pobreza nacional.

## Localidades

### Ciudades y pueblos
- Goodridge
- St. Hilaire
- Thief River Falls

### Municipios
| - Municipio de Black River - Municipio de Bray - Municipio de Cloverleaf - Municipio de Deer Park - Municipio de Goodridge - Municipio de Hickory - Municipio de Highlanding - Municipio de Kratka - Municipio de Mayfield - Municipio de Norden - Municipio de North | - Municipio de Numedal - Municipio de Polk Centre - Municipio de Reiner - Municipio de River Falls - Municipio de Rocksbury - Municipio de Sanders - Municipio de Silverton - Municipio de Smiley - Municipio de Star - Municipio de Wyandotte |